# Fight or Flight (Film, 2024)
Fight or Flight ist ein Spielfilm aus dem Jahr 2024 von Regisseur James Madigan nach einem Drehbuch von Brooks McLaren und D. J. Cotrona. Hauptrollen in dem Actionfilm übernahmen Josh Hartnett, Charithra Chandran, Julian Kostov, Katee Sackhoff und  Marko Zaror.

## Handlung
Lucas Reyes war früher als FBI-Agent tätig, bis er seine Anstellung verlor. Mittlerweile erledigt er für verschiedene zwielichtige Auftraggeber oft lebensgefährliche Jobs. Lucas wird von seiner ehemaligen Chefin Katherine Brunt kontaktiert, die ihm sein altes Leben zurückzugeben will, sollte er eine Sache für sie erledigen.
Lucas soll auf einem Flug von Singapur nach San Francisco die international gesuchte Person, die „Ghost“ genannt wird, verhaften und den US-Behörden übergeben. Bei Ghost handelt es sich um das Pseudonym von Isha, die Opfer von Menschenhändlern war und reiche Verbrecher bestiehlt, um armen Menschen zu helfen.
Dadurch hat sie eine Reihe von Feinden, an Bord des Flugzeuges befinden sich auch einige Kopfgeldjäger und Berufskiller, die den Auftrag haben, Ghost zu töten. Lucas muss das Leben von Isha schützen.

## Besetzung und Synchronisation
Die deutschsprachige Synchronisation übernahm die Neue Tonfilm Film- und Synchronproduktion. Dialogregie führte Max Felder, der auch das Dialogbuch schrieb.
| Rolle                       | Darsteller          | Synchronsprecher   |
| --------------------------- | ------------------- | ------------------ |
| Lucas Reyes                 | Josh Hartnett       | Simon Jäger        |
| Isha Mallik / Ghost         | Charithra Chandran  | Magdalena Höfner   |
| Aaron Hunter                | Julian Kostov       | Sebastian Kluckert |
| Katherine Brunt             | Katee Sackhoff      | Katrin Fröhlich    |
| Chayenne                    | Marko Zaror         | Markus Pfeiffer    |
| Agent Robinson              | Jyuddah Jaymes      | Max Felder         |
| Agent Simmons               | Willem van der Vegt | Rajko Geith        |
| Co-Pilot                    | Declan Baxter       | Sebastian Griegel  |
| Garrett                     | Hughie O’Donnell    | Tim Sander         |
| jemenitischer Geschäftsmann | Attila Árpa         | Stefan Bräuler     |
| Master Lian                 | JuJu Chan Szeto     | Diana Ebert        |
| May                         | Sarah Lam           | Susanne Szell      |
| Mrs. Nazareth               | Irén Bordán         | Angelika Bender    |
| Pilot                       | Sanjeev Kohli       | Ole Pfennig        |
| Royce                       | Danny Ashok         | Felix Auer         |
| Sky Marshal                 | Bálint Adorjàni     | Jeremias Koschorz  |

## Produktion und Hintergrund
Der Film wurde von Asbury Park Productions produziert, Produzenten waren Tai Duncan, Basil Iwanyk, Erica Lee, Christopher Milburn. Die Musik schrieb Paul Saunderson, die Montage verantwortete Ben Mills und das Casting Anne McCarthy. Das Kostümbild gestaltete Edit Szücs und das Szenenbild Mailara Santana.
Für Regisseur James Madigan war der Film dessen Langfilmdebüt nach einigen Fernseh-Episoden. Zuvor war er als Spezialeffekt-Supervisor und Second-Unit-Regisseur an Produktionen wie Iron Man 2, Meg und Transformers: Aufstieg der Bestien beteiligt.

## Veröffentlichung
In Deutschland wurde der Film am 27. Dezember 2024 im Vertrieb von Leonine Distribution als Video-on-Demand veröffentlicht. Im Februar 2025 wurde der Film auf Sky Cinema veröffentlicht.
Der US-amerikanische Kinostart ist für den 9. Mai 2025 vorgesehen. Auf Blu-ray erschien der Film am 4. Juli 2025.

## Musik
Soundtrack von Paul Saunderson
1. Fight Or Flight
2. Don’t Pick Up
3. I Can Fix This
4. The Ghost
5. Airport
6. Toilet Fight
7. Drugged
8. Open the Door
9. Walk With Me
10. Stabbed
11. What’s Going On?
12. That’s the Sky Marshal
13. His Past
14. Kill Box
15. Here We Go
16. Trippin
17. All Out Chaos
18. A Good Man
19. Seat Next to Me – Stephen Warwick

## Rezeption
Am 27. April 2025 waren 12 von 13 bei Rotten Tomatoes aufgeführten Kritiken positiv. Bei Metacritic erhielt der Film am 4. Mai 2025 einen Metascore von 54 von 100 möglichen Punkten, der auf vier Rezensionen basierte.
derwatchdog.de vergab vier von fünf Sternen und bezeichnete den Film als absurd unterhaltsames Blutbad, bei dem Josh Hartnett endlich die Actionbühne bekomme, die ihm zustehe, schnell, brutal und herrlich überdreht.